# Arrondissement judiciaire du Brabant wallon
Subdivisions
L'arrondissement judiciaire du Brabant wallon (appelé arrondissement judiciaire de Nivelles avant la réforme de 2014) est l'un des 12 arrondissements judiciaires de Belgique et un des trois qui dépendent du ressort de la Cour d'appel de Bruxelles. Il fut formé le 18 juin 1869 lors de l'adoption de la loi sur l'organisation judiciaire et fait partie des exceptions à ne pas avoir été modifié lors de la réforme de la justice de 2014, réduisant le nombre des arrondissements de 27 à 12, mais a toutefois été renommé. Ses limites coïncident avec la province du Brabant wallon.
Il est le siège de l'Ordre des avocats du Brabant wallon.

## Subdivisions
L'arrondissement judiciaire du Brabant wallon est divisé en 6 cantons judiciaires,. Il comprend 27 communes, celles de l'arrondissement administratif de Nivelles.
Note : les chiffres et les lettres représentent ceux situés sur la carte.
1. Canton judiciaire de Braine-l'Alleud
      1. Braine-l'Alleud
  2. Waterloo
2. Canton judiciaire de Jodoigne-Perwez
      1. Beauvechain
  2. Grez-Doiceau
  3. Hélécine
  4. Incourt
  5. Jodoigne
  6. Orp-Jauche
  7. Perwez
  8. Ramillies
3. Canton judiciaire de Nivelles
      1. Genappe
  2. Lasne
  3. Nivelles
  4. Villers-la-Ville
4. Canton judiciaire de Tubize
      1. Braine-le-Château
  2. Ittre
  3. Rebecq
  4. Tubize
5. Canton judiciaire de Wavre zone 1
      1. La Hulpe
  2. Rixensart
  3. Wavre
6. Canton judiciaire de Wavre zone 2
      1. Chastre
  2. Chaumont-Gistoux
  3. Court-Saint-Étienne
  4. Mont-Saint-Guibert
  5. Ottignies-Louvain-la-Neuve
  6. Walhain